# 速檀满速儿
速檀·满速儿（Mansur Khan，1483年—1545年），明代吐鲁番汗国第二任可汗，伊斯兰教尊号速檀（苏丹）。速檀阿黑麻長子。
弘治十七年（1504年），父亲速檀阿黑麻死，满速儿即位。次年，哈密王陕巴之子拜牙即，又背吐鲁番附明。正德九年（1514年），灭哈密，以回回人为首领，进而攻打明朝的肃州，之后，嘉靖三年（1524年），嘉靖七年（1528年），满速儿屡次侵犯肃州。明朝嘉靖帝被迫放弃嘉峪关以西土地。嘉靖二十四年（1545年），他死后，其子沙汗与其弟赛德建立的叶尔羌汗国相争，吐鲁番衰落。他也曾经在蒙兀儿斯坦统治吉尔吉斯人。